# Габсбург (Швейцария)
Габсбург (нем. Habsburg) — коммуна в Швейцарии, в кантоне Аргау.
Входит в состав округа Бругг. Население составляет 428 человек (на 31 декабря 2020 года). Официальный код — 4099.
Название коммуны происходит от расположенного в ней замка Габсбург, родового имения Габсбургов.